# 8701
8701 é o terceiro álbum de estúdio do cantor americano Usher. O álbum foi primeiramente chamado de All About U. Foi lançado em 7 de agosto de 2001 pela gravadora LaFace Records. O nome do álbum foi baseado realmente nas data do ano do início da carreira de Usher e o ano então corrente (1987 - 2001), mas combinar a data com o título era uma coincidência.
| Críticas profissionais                                                      | Críticas profissionais          |
| Avaliações da crítica                                                       | Avaliações da crítica           |
| Fonte                                                                       | Avaliação                       |
| --------------------------------------------------------------------------- | ------------------------------- |
| allmusic                                                                    | [ 1 ]                           |
| BBC Music                                                                   | (favorável)                     |
| Blender                                                                     | [ 3 ]                           |
| Entertainment Weekly                                                        | (B-)                            |
| Interview                                                                   | (favorável) [carece de fontes?] |
| NME                                                                         | (8/10)                          |
| Rolling Stone                                                               | [ 6 ]                           |
| Slant                                                                       | [ 7 ]                           |
| Vibe                                                                        | [ 8 ]                           |
| Yahoo! Music                                                                | (favorável)                     |
| Esta tabela precisa de ser acompanhada por texto em prosa. Consulte o guia. |                                 |

## Faixas

### Edição EUA
| #   | Música                                                                       | Tempo |
| --- | ---------------------------------------------------------------------------- | ----- |
| 1.  | "Intro-lude 8701"                                                            | 0:45  |
| 2.  | "U Remind Me"                                                                | 4:27  |
| 3.  | "I Don't Know" (featuring P. Diddy)                                          | 4:29  |
| 4.  | "Twork It Out"                                                               | 4:46  |
| 5.  | "U Got It Bad"                                                               | 4:13  |
| 6.  | "If I Want To" (contém samples de The Notorious B.I.G. "Going Back To Cali") | 3:53  |
| 7.  | "I Can't Let U Go"                                                           | 3:30  |
| 8.  | "U Don't Have To Call"                                                       | 4:33  |
| 9.  | "Without U (Interlude)"                                                      | 0:56  |
| 10. | "Can U Help Me"                                                              | 5:51  |
| 11. | "How Do I Say"                                                               | 6:23  |
| 12. | "Hottest Thing"                                                              | 3:50  |
| 13. | "Good Ol' Ghetto"                                                            | 4:01  |
| 14. | "U-Turn"                                                                     | 3:12  |
| 15. | "U R The One"                                                                | 3:55  |

### Edição internacional
| #   | Música                                                                       | Tempo |
| --- | ---------------------------------------------------------------------------- | ----- |
| 1.  | "Intro-Lude 8701"                                                            | 0:44  |
| 2.  | "U Remind Me"                                                                | 4:26  |
| 3.  | "I Don't Know" (feat. P. Diddy)                                              | 4:26  |
| 4.  | "Twork It Out"                                                               | 4:42  |
| 5.  | "U Got It Bad"                                                               | 4:07  |
| 6.  | "Pop Ya Collar"                                                              | 3:35  |
| 7.  | "If I Want To" (contém samples de The Notorious B.I.G. "Going Back To Cali") | 3:46  |
| 8.  | "I Can't Let U Go"                                                           | 3:28  |
| 9.  | "U Don't Have To Call"                                                       | 4:29  |
| 10. | "Without U (Interlude)"                                                      | 0:53  |
| 11. | "Can U Help Me"                                                              | 5:35  |
| 12. | "How Do I Say"                                                               | 5:39  |
| 13. | "Hottest Thing"                                                              | 3:49  |
| 14. | "Good Ol' Ghetto"                                                            | 4:00  |
| 15. | "U-Turn"                                                                     | 3:11  |
| 16. | "T.T.P."                                                                     | 3:41  |
| 17. | "Separated"                                                                  | 4:24  |
| 18. | "U Remind Me (KC's Smooth Remix)" (feat. Chemistry) (Japan Bonus Track)      | 4:32  |